# Mircea Paraschiv

a Compétitions nationales et continentales officielles uniquement.

b Matchs officiels uniquement.
Mircea Paraschiv, né le 14 décembre 1954 à Bucarest (Roumanie), est un joueur de rugby à XV roumain. Il a joué avec l'équipe de Roumanie de 1975 à 1987, évoluant au poste de demi de mêlée. Il a ensuite entraîné le Dinamo Bucarest de 1988 à 2006, a fait partie du staff de l'équipe nationale en 1999, avant d'être nommé en 2007 manageur de l'équipe nationale. 

## Carrière de joueur

### En équipe de Roumanie
Mircea Paraschiv connaît sa première cape le 4 mai 1975 à l'occasion d'un match contre l'équipe d'Espagne. Sa dernière apparition a lieu le 14 novembre 1987 contre la France à Agen.
Mircea Paraschiv a participé à la victoire de la Roumanie sur l'équipe de France 15-12 le 14 novembre 1976, 15-0 le 23 novembre 1980, 13-9 le 15 novembre 1982, sur l'équipe du pays de Galles 24-6 le 12 novembre 1983, sur l'équipe d'Écosse 28-22 le 12 mai 1984.

### Statistiques
- 62 sélections de 1975 à 1987
- capitaine de 1975 à 1987
- 6 essais (24 points)

#### Coupe du monde
- 1987 : 3 sélections (Zimbabwe, France, Écosse).

## Palmarès

### En club

#### Avec le Dinamo Bucarest
- Champion de Roumanie : 1982
- Vainqueur de la Coupe de Roumanie : 1980

### En sélection

#### Avec la Roumanie
- Vainqueur de la Trophée européen FIRA (3): 1977, 1981, 1983

### Entraîneur

#### Avec le Dinamo Bucarest
- Champion de Roumanie (8): 1991, 1994, 1996, 1998, 2000, 2001, 2002, 2004
- Vainqueur de la Coupe de Roumanie (8): 1989, 1996, 1997, 1998, 2000, 2001, 2002, 2004

### Distinction
- World Rugby Museum Wall of Fame : 2001[2]